# Stade Rommel-Fernández
Le Stade Rommel Fernández (en espagnol : Estadio Rommel Fernández) est un stade situé dans la ville de Panama City au Panama.
Il a une capacité de 32 000 spectateurs et a été inauguré le 6 février 1970. Il est utilisé d'abord par l'équipe nationale de football. Son nom actuel lui a été donné en l'honneur du joueur de football Rommel Fernández.

## Événements
- Coupe UNCAF des nations 2003, 2011 et 2017.

## Galerie

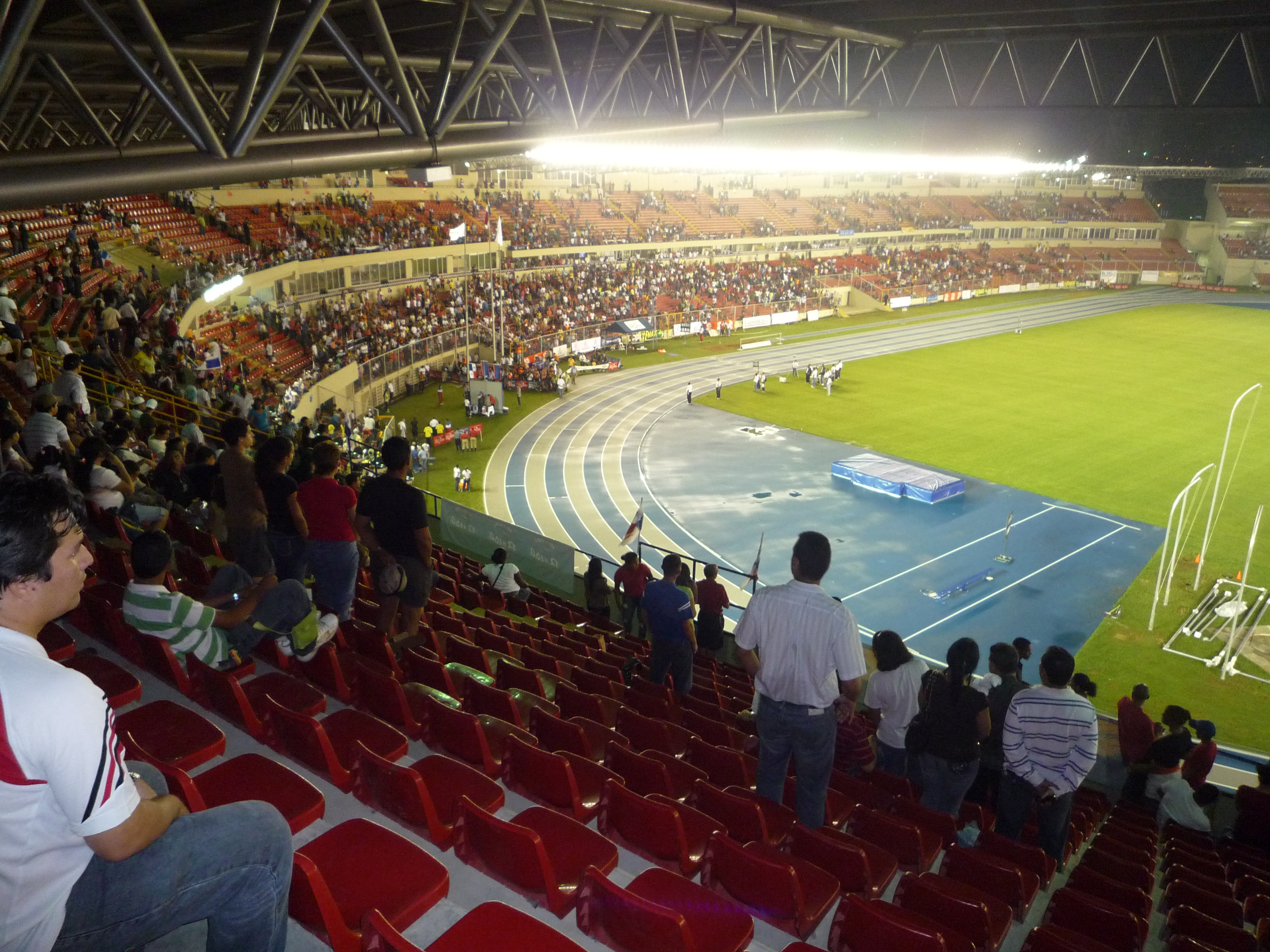
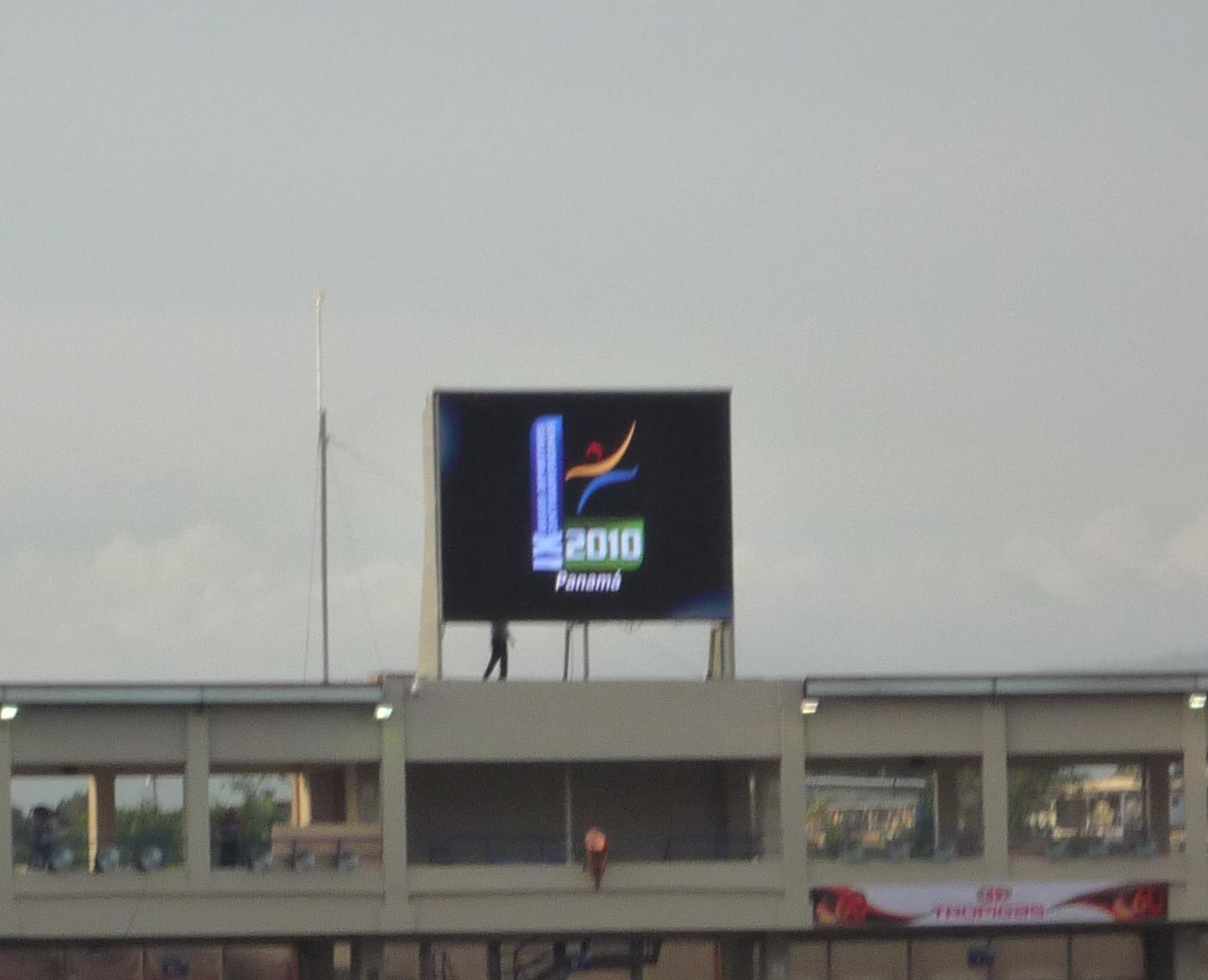
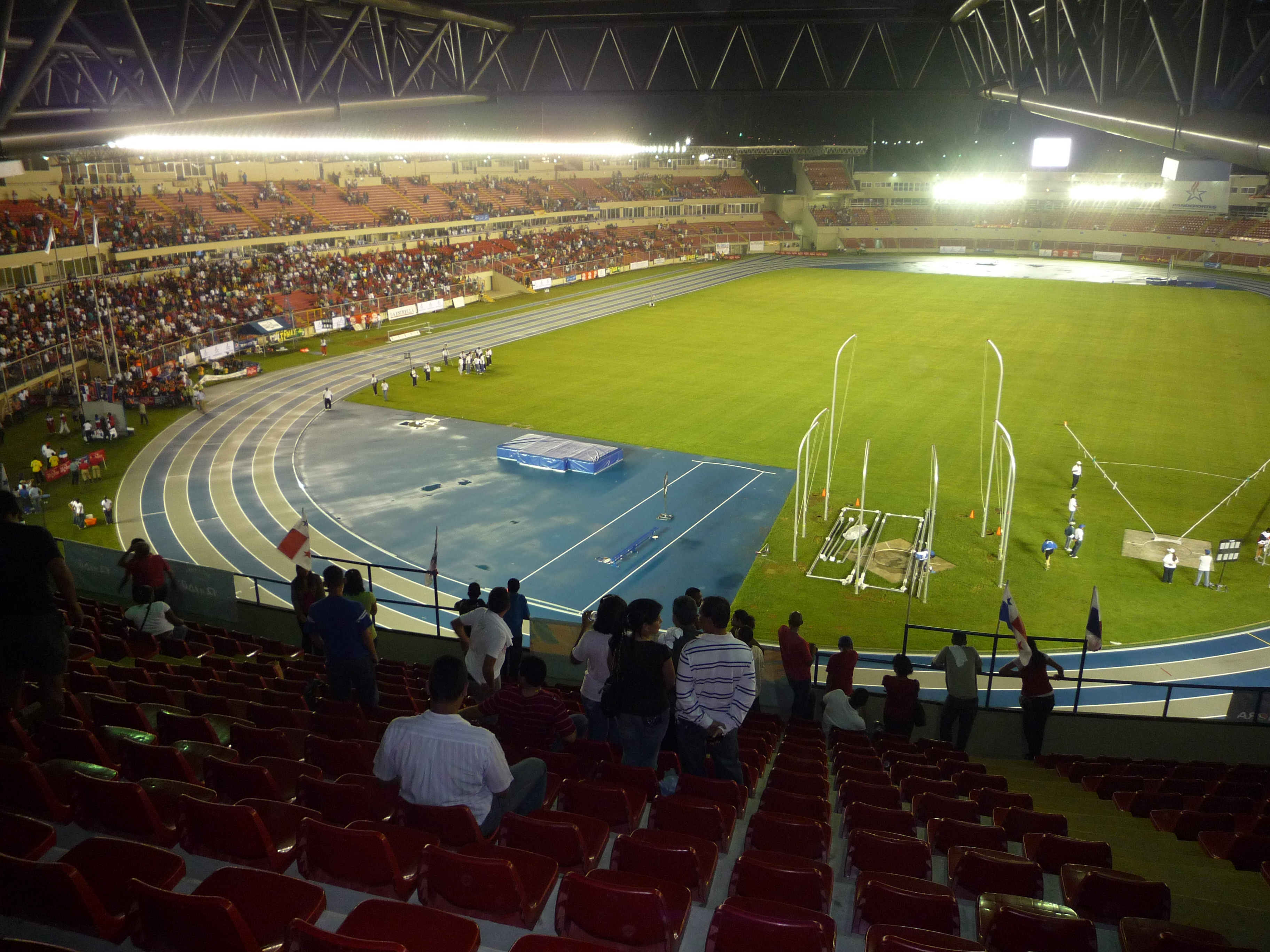